# Jules François
Émile Jules Marie Joseph  François (24. Mai 1907, Gingelom – 13. August 1984, Zermatt) war ein belgischer Augenarzt.

## Leben

Jules François rechts, Henri Saraux (Paris) 1981 in München bei Hans Remky

François absolvierte sein Medizinstudium an der Universität Löwen 1930.  Er spezialisierte sich in der Augenheilkunde und bildete sich in Bergen und in Paris am Hôpital Necker–Enfants malades weiter.   Dann unterhielt er eine Praxis in Charleroi, arbeitete wissenschaftlich weiter und habilitierte 1942 sich mit der Arbeit:  L’influence des facteurs immunologiques sur la production des opacités cristalliniennes congénitales an der Universität Gent. 1948 wurde er zum Professor ernannt  und  1954 zum Direktor der Augenklinik der Rijksuniversiteit Gent berufen. Unter seiner Leitung wurde diese klinische und wissenschaftliche Institution weltbekannt. Assistenten aus über 33 Ländern kamen, um sich dort weiterbilden zu lassen. 1977 emeritierte er, war jedoch weiter wissenschaftlich und publikatorisch tätig. 1982 wurde er in den Adelsstand aufgenommen. 1984 verschied er an seinem Urlaubsort Zermatt.

## Werk
François unternahm wesentliche Forschung in der Anatomie des retinalen und orbitalen Gefäßsystems. Die Elektrookulographie (EOG) basiert auf seinen mit Verriest und De Rouck veröffentlichten Studien. In allen Bereichen der modernen Augenheilkunde, später vor allem in der Genetik, war François wissenschaftlich tätig. 
Daraus resultierten über 1870 Veröffentlichungen.[3] François schrieb 34 wissenschaftliche Bücher oder Buchkapitel. Manche wurden Standardwerke, wie L’hérédité en ophtalmologie, Les cataractes congénitales und Les hérédo-degénéréscences choriorétiniennes.
Für die Augenheilkunde der 1970er Jahre war es eine Selbstverständlichkeit, dass François als polyglotter Weltbürger und perfekter Rhetoriker die wichtigsten Gremien präsidierte. 

## Auszeichnungen
- Gonin Medal (1966)
- Donders-Medaille (1975)
- Graefe-Medaille (1976)
- Waardenburg-Medaille
- Vogt-Medaille
- Duke-Elder-Medaille[1]
- Charamis-Medaille[2]
- Helmholtz-Medaille
- Javal-Medaille
- „Hall of Fame“ der Augenheilkunde (2005)[3]
- Jules François Stiftung (zum Erhalt der Jules François Bibliothek)
- Ehrendoktorwürden (Auswahl):  Clermont-Ferrand, Toulouse, Genf, Nancy, Brünn, Budapest, Sassari, Córdoba, Catama
- Ehrenpräsident des International Council of Ophthalmology
- Gründung (1975) und Präsidentschaft auf Lebenszeit der Academia Ophthalmologica Internationalis
- Präsident der Académie Royale de Médecine de Belgique (1969)[4]
- Ehrenmitglied der Vlaamse Koninklijke Academie voor Geneeskunde
- Präsident der European Ophthalmological Society
- Mitglied der Académie de Médecine de France
- Aufnahme in die Leopoldina (1962)[5]
- Aufnahme in den belgischen Adelsstand mit Verleihung des Titels „Baron“ (1982)
- Nach seinem Tod wurde der Jules-François-Preis eingeführt, der alle 4 Jahre an augenärztliche Forscher unter 40 Jahre ausgeschrieben wird.

## François als Namensgeber
- Zentral-wolkenförmige-Hornhautdystrophie François[6]
- Hallermann-Streiff-François-Syndrom
- François-Neetens fleckige Hornhautdystrophie
- Fraser-François Syndrome
- Dystrophia dermo-chondro-cornealis (François)[7]